# Manfred Wurmlinger
Manfred Wurmlinger (* 7. Jänner 1967) ist ein ehemaliger österreichischer Fußballspieler. 

## Karriere
Der Stürmer begann seine Karriere beim Bundesligisten SK VOEST Linz, bei dem er zu zwei Einsätzen in der 1. Division kam. Nachdem er insgesamt vier Tore im Abstiegs-Play-Off 1988/89 schoss, wurde er frühzeitig an den SV Traun und später an SK St. Magdalena abgegeben, wo er bis 1996 spielte. Seine Karriere beendete Manfred Wurmlinger beim SK Lenze Asten, wo er als Spieler, Spielertrainer und Trainer tätig war. Zurzeit ist er sportlicher Leiter des SK Lenze Asten.